# María Aliójina
María Vladímirovna Aliójina (en ruso: Мария Владимировна Алёхина), también conocida como Masha (Moscú, 26 de junio de 1988), es una activista política rusa. Es miembro del anti-putinista grupo de punk rock Pussy Riot. El 17 de agosto de 2012, fue condenada por "vandalismo motivado por el odio religioso" debido a una actuación en la Catedral de Cristo Salvador de Moscú y condenada a dos años de prisión. Ha sido reconocida como presa política por la Unión de Solidaridad con los Presos Políticos. Amnistía Internacional la consideró presa de conciencia, debido a "la gravedad de la respuesta de las autoridades rusas".

## Trayectoria
En el momento de su arresto (2012), Aliójina era una estudiante de cuarto año en el Instituto de Periodismo y Escritura Creativa en Moscú, poeta y participante de los cursos de literatura de Dmitry Vedenyapin y Alexey Kubrik. Es activista del medio ambiente con Greenpeace Rusia, y se ha opuesto a los proyectos de desarrollo en el Bosque de Jimki. Fue voluntaria en el Hospital Psiquiátrico Infantil de Moscú. Tiene un hijo de cinco años de edad, Philip. Es vegetariana y se dice que se derrumbó por el hambre durante el juicio, ya que no se le proporcionó comida vegana durante la detención.

### Arresto y condena
El 21 de febrero de 2012, como parte de su protesta contra la reelección de Vladímir Putin, Aliójina y dos mujeres del grupo Pussy Riot, Nadezhda Tolokónnikova y Yekaterina Stanislávovna Samutsévich entraron en la Catedral de Cristo Salvador de Moscú de la Iglesia ortodoxa rusa, hicieron la señal de la cruz, una reverencia ante el altar y empezaron a interpretar una canción. Un minuto después fueron detenidas por los guardias.
Las tres fueron sentenciadas el 17 de agosto de 2012 a dos años de prisión. Aliójina jugó un papel activo durante el juicio a Pussy Riot: interrogando a los testigos y cuestionando las acusaciones y los procedimientos. En su discurso de clausura afirmó:
Para mí, este juicio sólo tiene el carácter de un "llamado" juicio. Y yo no tengo miedo de vosotros. No tengo miedo de la mentira y la ficción, del fraude encubierto en la sentencia de este llamado tribunal. Debido a que solo puede quitarme mi llamada libertad. Y ese es el tipo exacto que existe ahora en Rusia. Pero nadie puede quitarme mi libertad interior.

### Liberación
Aliójina fue liberada de la cárcel el 23 de diciembre de 2013 en virtud de un proyecto de ley de amnistía aprobada por la Duma rusa, que permite la liberación de varios presos. Tras su liberación, fue a reunirse con los activistas de derechos humanos.

## Defensa de los derechos de los reclusos
El 27 de diciembre de 2013, María Aliójina y Nadezhda Tolokónnikova anunciaron en rueda de prensa que crearán una fundación, Sona Prawa (Zona de Derecho), para defender los derechos de los reclusos. "La transparencia en los campos de prisioneros, la comunicación externa, serán nuestros proyectos", dijo Tolokónnikova. "Nuestro objetivo", añadió Aliójina, "es que en el futuro se ejerza un mayor control sobre las autoridades."